# La Mandragore (téléfilm)
La Mandragore est un téléfilm français réalisé par Philippe Arnal, diffusé en 1972.
Adapté de l'œuvre de Nicolas Machiavel, le téléfilm a pour principaux interprètes Paul Barge et Claude Jade.

## Synopsis
Callimaco (Paul Barge), jeune homme fortuné, tombe éperdument amoureux de Lucrezia (Claude Jade), la jeune et très belle femme d'un homme beaucoup plus âgé qu'elle, Messer Nicia (Angelo Bardi). Mais Lucrezia est honnête et fidèle. Son mari n'a pas su lui faire découvrir l'amour. Lucrezia résistera longtemps aux assauts conjugués de sa mère (Nathalie Nerval), de son confesseur (Raymond Jourdan) et de son mari avant d'accepter de tromper ce dernier. Comment l'aborder ?

## Distribution
- Claude Jade : Lucrezia
- Paul Barge : Callimaco
- Angelo Bardi : Nicia
- Roger Pelletier : Ligurio
- Joseph Falcucci : Siro
- Nathalie Nerval : Sostrata
- Raymond Jourdan : Timotéa